# Ola Lindgren
Per Ola Markus Lindgren (født 29. februar 1964 i Halmstad) er en svensk håndboldtræner og tidligere håndboldspiller. Han har været træner for svenske IFK Kristianstad og den tyske Bundesliga-klub HSG Nordhorn, der også var hans sidste klub som aktiv spiller. Han har også i samarbejde med Staffan Olsson trænet det svenske landshold.

## Landshold
Lindgren spillede i sin karriere i alt 376 landskampe og scorede 482 mål for det svenske landshold i perioden 1986-2003. I 2011 var han den svenske spiller, der havde spillet næstflest landskampe efter Magnus Wislander. Han vandt med landsholdet adskillige titler, blandt andet EM fire gange og VM fire gange, ligesom det blev til tre OL-sølvmedaljer.